# 板塊邊緣
板塊邊緣（英語：plate margin），顧名思義，是指邊界兩旁板塊分界之處。其動力源自軟流圈中下沈的熔岩對流，旗下分為兩種主要板塊邊界。
- 分離板塊邊緣-兩個板塊移離對方
- 聚合板塊邊緣-兩個板塊移近對方